# Polo (estación)
La estación sencilla Polo - FINCOMERCIO hace parte del sistema de transporte masivo de Bogotá llamado TransMilenio, el cual fue inaugurado en el año 2000.

## Ubicación
La estación está ubicada en el noroccidente de la ciudad, más específicamente en la Avenida Medellín entre carreras 27 y 28. Se accede a ella a través de un puente peatonal ubicado sobre la Carrera 27.
Atiende la demanda de los barrios Santa Sofía, Juan XXIII, Polo Club y sus alrededores.
En las cercanías están una estación de servicio Texaco, un restaurante McDonald's, el Instituto Educativo Distrital Juan Francisco Berbeo, el parque Santa Sofía y la parroquia La Asunción de Nuestra Señora.

## Origen del nombre
La estación recibe su nombre del barrio ubicado en el costado norte. El Polo Club es uno de varios barrios planificados en la ciudad, teniendo calles en laberinto y varios parques pequeños. La estación únicamente se llamó «Polo» hasta el 2024. Sin embargo, en el marco del plan que tiene la empresa TransMilenio para buscar aliados comerciales, al nombre de la estación se le añadió el texto «FINCOMERCIO».

## Historia
En el año 2000 fue inaugurada la fase I del sistema TransMilenio, desde el Portal 80, hasta la estación Tercer Milenio, incluyendo la estación Polo.
Desde febrero de 2021 se iniciaron obras por ampliación de sus vagones y demolición del puente peatonal, cambiando su acceso sobre el cruce semaforizado de la calle 80 con la carrera 24. Más de un año después, la estación entró nuevamente en servicio con un nuevo vagon al costado occidental y accesos peatonales en las carreras 24 y 28 eliminando definitivamente el acceso a través del puente peatonal.

## Servicios de la estación

### Servicios troncales
| Tipo                                                                                    | Rutas al occidente | Rutas al norte | Rutas al sur | Rutas al oriente |     |
| --------------------------------------------------------------------------------------- | ------------------ | -------------- | ------------ | ---------------- | --- |
| Ruta fácil                                                                              | 6                  |                | 4            | 46               |     |
| Expresos lunes a sábado todo el día                                                     | D20                |                | H20          |                  |     |
| Expresos lunes a viernes hora pico de la mañana                                         |                    | B55            |              |                  |     |
| Expresos lunes a viernes hora pico de la tarde                                          | D55                |                |              |                  |     |
| Rutas que finalizan recorrido                                                           |                    |                |              |                  |     |
| Ruta fácil                                                                              | 7                  | 7              | 7            | 7                | 7   |
| Expresos lunes a viernes hora pico de la mañana (temporal por cierre estación Calle 72) | A61                | A61            | A61          | A61              | A61 |
| Rutas que inician el recorrido en la estación                                           |                    |                |              |                  |     |
| Ruta fácil                                                                              | 7                  | 7              | 7            | 7                | 7   |
| Expresos lunes a viernes hora pico de la tarde (temporal por cierre estación Calle 72)  | F61                | F61            | F61          | F61              | F61 |

### Servicios duales
| Tipo                            | Rutas al occidente | Rutas al oriente |
| ------------------------------- | ------------------ | ---------------- |
| Dual todos los días todo el día | C84 D81            | M84 L81          |

### Esquema
| ← Occidente |           |         |         |                |
| Carrera 28  | 47A61     | C84D81  | 6D20D55 | Av. Carrera 24 |
|             | Vagón 3   | Vagón 2 | Vagón 1 |                |
| Carrera 28  | B55L81M84 | F61H20  | 467     | Av. Carrera 24 |
| Oriente →   |           |         |         |                |

### Servicios urbanos
Así mismo funcionan las siguientes rutas urbanas en los costados externos a la estación, circulando por los carriles de tráfico mixto sobre la calle 80, con posibilidad de trasbordo usando la tarjeta TuLlave:
| Código | Sector             | Dirección     | Rutas        |
| ------ | ------------------ | ------------- | ------------ |
| 169A00 | A Estación El Polo | AC 80 - KR 27 | A103A900G503 |
| 168A00 | A Estación El Polo | AC 80 - KR 27 | A020C103 599 |

## Ubicación geográfica
| Noroeste: Barrios Unidos | Norte: E La Castellana | Nordeste: Barrios Unidos |
| Oeste: D Escuela Militar |                        | Este: B Héroes           |
| Suroeste: Barrios Unidos | Sur: K Centro Memoria  | Sureste: Barrios Unidos  |